# Кубок мира по горному бегу 2007
23-й Кубок мира по горному бегу прошёл 15 сентября 2007 года в деревне Овронна (кантон Вале, Швейцария). Участники соревновались в дисциплине горного бега «вверх-вниз». Разыгрывались 8 комплектов наград: по четыре в индивидуальном и командном первенствах (мужчины, женщины, юниоры и юниорки до 20 лет). Среди юниоров могли выступать спортсмены 1988 года рождения и моложе.
Овронна, деревня в южной части Бернских Альп, прежде всего известна как горнолыжный курорт. Для соревнований по горному бегу организаторы проложили по склонам окрестных гор круг длиной 3,9 км и перепадом высот 290 метров. Стартовый городок находился на территории спортивного центра Овронна. Трасса проходила в лесу вдоль горной реки Заленце, достигая верхней точки пути на пастбище Одонн (1596 метров над уровнем моря), после чего направлялась вниз к месту старта. Юниорки преодолевали 1 круг, юниоры и женщины — 2, мужчины — 3. На техническом совещании за два дня до старта представители Германии высказали претензии по поводу подготовки трассы. По их мнению, спуски были слишком крутыми и содержали большое количество камней и корней деревьев, представляя опасность здоровью спортсменов. Эти аргументы были признаны руководством Международной ассоциации необоснованными. Даже после череды падений в юниорских забегах и поданных протестов организаторы не изменили свою точку зрения по поводу безопасности трассы.
Соревнования прошли при тёплой и солнечной погоде. На старт вышли 372 бегуна (152 мужчины, 87 женщин, 78 юниоров и 55 юниорок) из 36 стран мира. Каждая страна могла выставить до 6 человек в мужской забег, до 4 человек — в женский и юниорский и до 3 человек — среди юниорок. Сильнейшие в командном первенстве определялись по сумме мест четырёх лучших участников у мужчин, трёх лучших — у женщин и юниоров, двух лучших — у юниорок.
Впервые на Кубке мира завоевали медали представители двух стран, Австралии и Уганды. Австралийцы не первый год участвовали в турнире, но только в 2007 году добились успеха. Лара Тамсетт выиграла забег юниорок, Вероника Уоллингтон финишировала на третьем месте, а вместе они завоевали золото в командном зачёте.
Уганда, напротив, получила медаль в год дебюта на Кубке мира. Отличился Джеффри Кусуро, ставший чемпионом среди юниоров. Благодаря финишному ускорению ему удалось на несколько секунд опередить сильных бегунов из Эритреи.
Основная борьба в женском забеге шла между действующей чемпионкой Андреей Майр из Австрии и двукратной чемпионкой Европы Анной Пихртовой из Чехии. Вплоть до заключительного спуска спортсменки шли вровень, после чего класс Пихртовой оказался выше: на финише её преимущество составило 41 секунду. Такой исход не стал неожиданностью, поскольку бег под гору являлся сильной стороной чешской легкоатлетки (оба своих европейских титула она также выиграла на трассах «вверх-вниз»).
В пятый раз чемпионом среди мужчин стал итальянец Марко Де Гаспери, ещё один специалист бега «вверх-вниз». Таким образом, по количеству индивидуальных золотых медалей он догнал новозеландца Джонатана Уайатта, который пропускал турнир в Овронна. Де Гаспери уверенно опередил бегунов из Эритреи, ближайший из которых отстал от победителя на полминуты. В командном зачёте итальянцы вернули себе первое место после редкого поражения годом ранее. На счету Италии и Эритреи оказалось по 30 очков, но по дополнительному показателю (место четвёртого бегуна в команде) бегуны с Апеннин оказались выше.

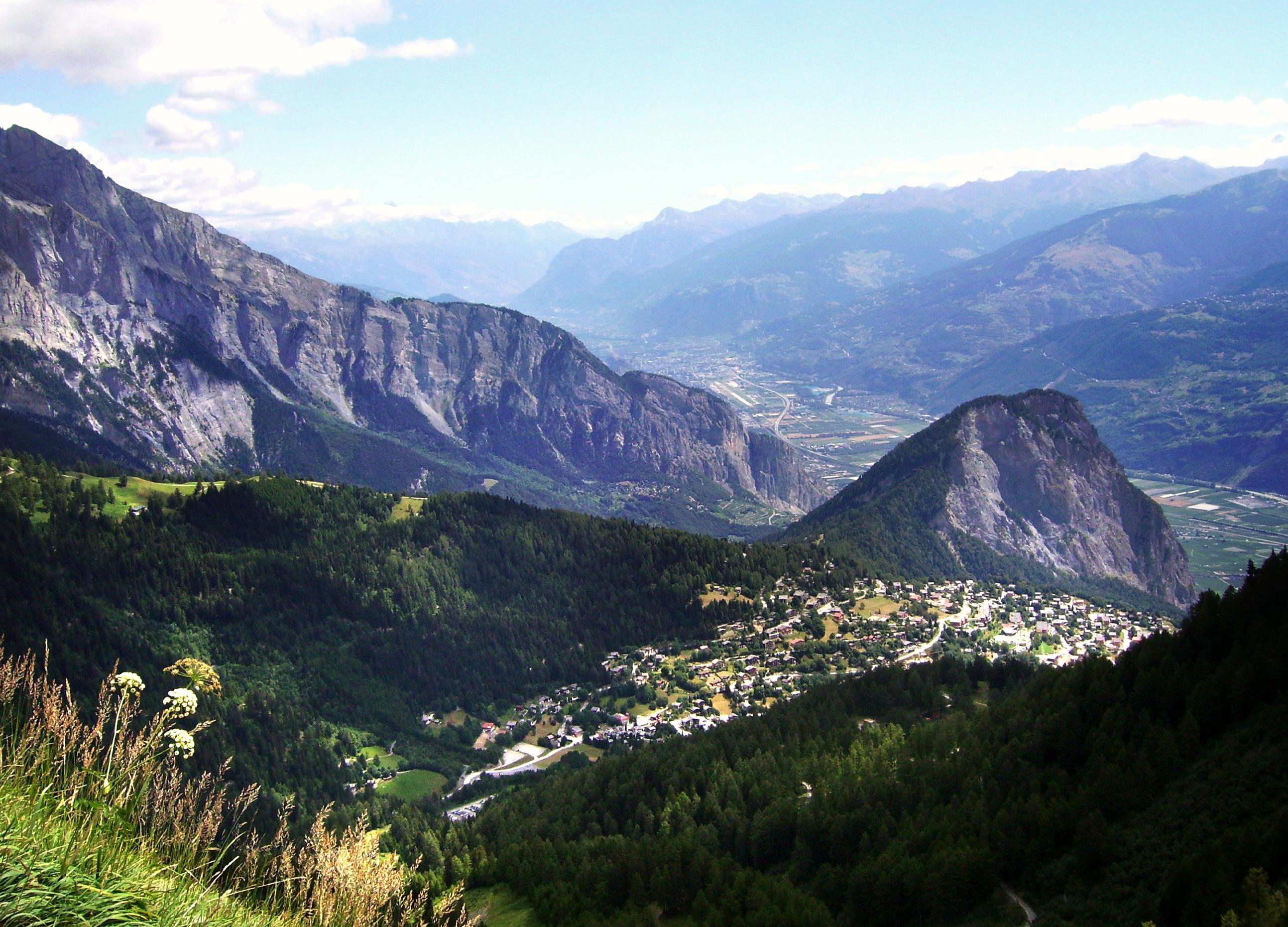
Панорама Овронна
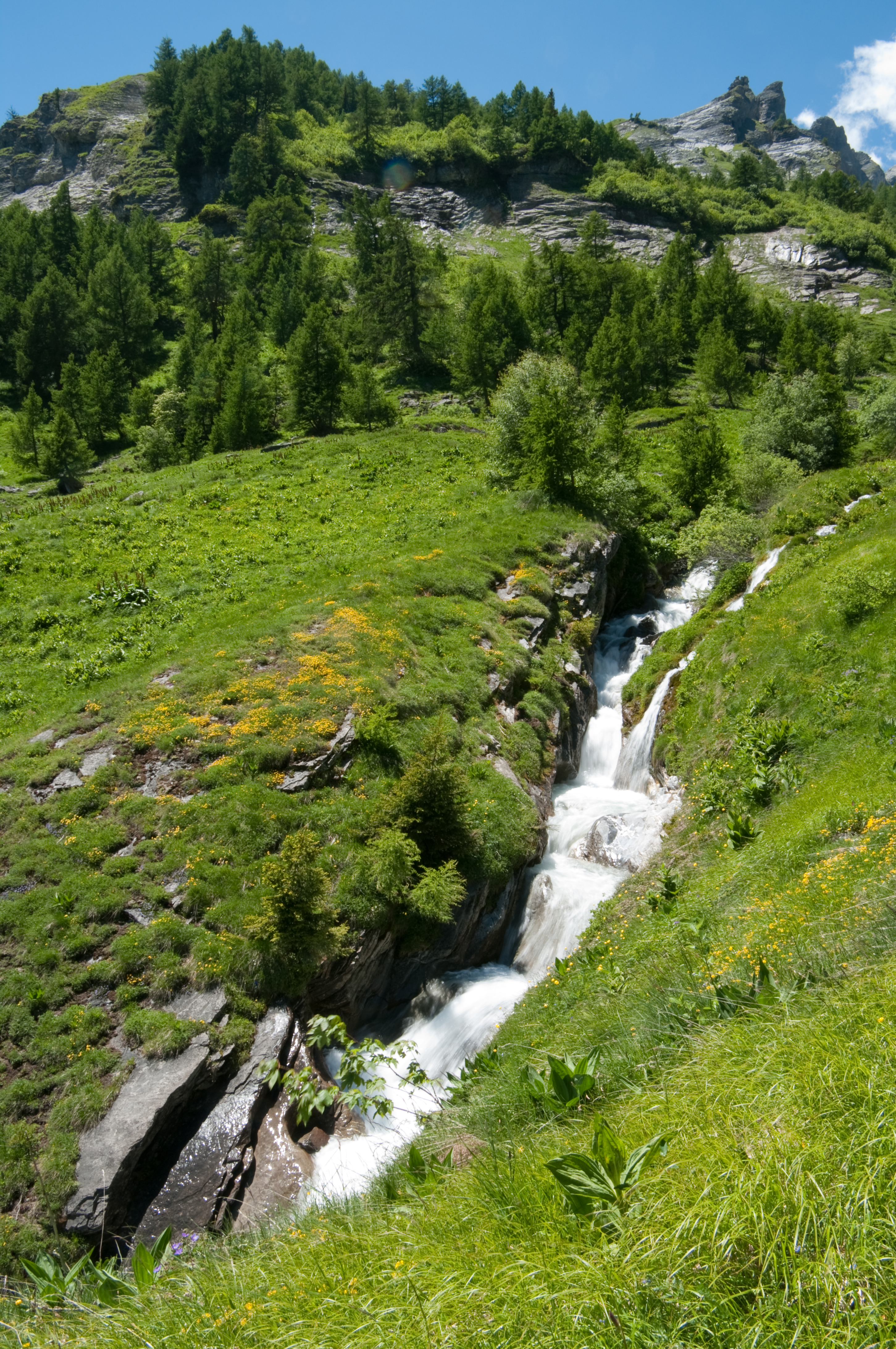
Река Заленце

## Расписание
| Дата             | Время | Забег   |
| ---------------- | ----- | ------- |
| 15 сентября 2007 | 10:00 | Юниорки |
| 15 сентября 2007 | 11:00 | Юниоры  |
| 15 сентября 2007 | 12:00 | Женщины |
| 15 сентября 2007 | 13:00 | Мужчины |

Время местное (UTC+2:00)

## Медалисты
Курсивом выделены участники, чей результат не пошёл в зачёт команды.

### Мужчины
| Дисциплина                               | Золото | Золото   | Серебро | Серебро  | Бронза                                                                                                | Бронза   |
| ---------------------------------------- | --- | -------- | --- | -------- | --- | -------- |
| 12 км перепад высот: +933 м −933 м       | Марко Де Гаспери Италия                                                                                       | 51.50    | Тесфайоханнес Месфин Эритрея                                                                                    | 52.20    | Эрмиас Мехретеаб Эритрея                                                                              | 53.03    |
| 12 км (команды)                          | Италия · Марко Де Гаспери · Марко Гайярдо · Габриэле Абате · Андреа Регаццони · Марко Ринальди · Давиде Кикко | 30 очков | Эритрея · Тесфайоханнес Месфин · Эрмиас Мехретеаб · Теволдеберхан Кокоб · Кесете Гебрезгиабхер · Мохаммед Эдрис | 30 очков | Швейцария · Алексис Же-Фабри · Себастьен Эпине · Давид Шнайдер · Анди Зуц · Жорж Волери · Андре Марти | 61 очко  |
| Юниоры 8 км перепад высот: +622 м −622 м | Джеффри Кусуро Уганда                                                                                         | 34.28    | Муссие Велдемикаэл Эритрея                                                                                      | 34.33    | Окбит Цегай Эритрея                                                                                   | 34.35    |
| Юниоры 8 км (команды)                    | Эритрея · Муссие Велдемикаэл · Окбит Цегай · Микаэль Хиябу · Зеремариам Цегай                                 | 9 очков  | Турция · Хасан Пак · Эрджан Муслу · Эркан Куш · Махмут Оручлу                                                   | 25 очков | Италия · Алекс Бальдаччини · Андреа Табакки · Ричард Тирабоски · Валерио Бендотти                     | 70 очков |

### Женщины
| Дисциплина                                | Золото                                                            | Золото  | Серебро                                                                  | Серебро  | Бронза                                                                                | Бронза   |
| ----------------------------------------- | ----------------------------------------------------------------- | ------- | ------------------------------------------------------------------------ | -------- | ------------------------------------------------------------------------------------- | -------- |
| 8 км перепад высот: +622 м −622 м         | Анна Пихртова Чехия                                               | 39.12   | Андреа Майр Австрия                                                      | 39.53    | Лаура Хефели США                                                                      | 41.20    |
| 8 км (команды)                            | США · Лаура Хефели · Кристин Ланди · Рейчел Кьюллар · Анита Ортис | 23 очка | Чехия · Анна Пихртова · Ива Милесова · Татьяна Метелкова · Павла Гавлова | 24 очка  | Италия · Элиза Деско · Мария Грация Роберти · Моника Морстофолини · Виттория Сальвини | 29 очков |
| Юниорки 4 км перепад высот: +313 м −313 м | Лара Тамсетт Австралия                                            | 20.49   | Хюлья Баштуг Турция                                                      | 21.02    | Вероника Уоллингтон Австралия                                                         | 21.07    |
| Юниорки 4 км (команды)                    | Австралия · Лара Тамсетт · Вероника Уоллингтон · Лорен Маккиллоп  | 4 очка  | США · Анна Либ · Мария Далзот · Кэтрин Хельмерик                         | 12 очков | Турция · Хюлья Баштуг · Фатма Баты · Фатма Баштуг                                     | 13 очков |

## Медальный зачёт
Медали завоевали представители 9 стран-участниц.
 Принимающая страна
| Место | Страна    | Золото | Серебро | Бронза | Всего |
| ----- | --------- | ------ | ------- | ------ | ----- |
| 1     | Италия    | 2      | 0       | 2      | 4     |
| 2     | Австралия | 2      | 0       | 1      | 3     |
| 3     | Эритрея   | 1      | 3       | 2      | 6     |
| 4     | США       | 1      | 1       | 1      | 3     |
| 5     | Чехия     | 1      | 1       | 0      | 2     |
| 6     | Уганда    | 1      | 0       | 0      | 1     |
| 7     | Турция    | 0      | 2       | 1      | 3     |
| 8     | Австрия   | 0      | 1       | 0      | 1     |
| 9     | Швейцария | 0      | 0       | 1      | 1     |
| Всего | Всего     | 8      | 8       | 8      | 24    |